# Jeroen Lumu
Jeroen Lumu (Breda, 27 mei 1995) is een Nederlands voetballer die als aanvaller speelt.

## Carrière

### Willem II
Jeroen Lumu voetbalde voor het Bredase VV PCP, toen hij door Willem II op jonge leeftijd gescout werd. Hij doorliep in Tilburg de jeugdopleiding en stond daarin te boek als een groot talent. Hij maakte deel uit van de selectie van Oranje –17. In december 2011 ondertekende Lumu in het bijzijn van technisch directeur Marc van Hintum een contract voor drie jaar bij Willem II. Hij werd van de B1 doorgeschoven naar de A1 en een paar dagen later werd bekend dat hij in januari 2012 met het eerste elftal mee mocht op trainingskamp naar het Turkse Belek. Hier bereidde het elftal van trainer Jurgen Streppel zich voor op de tweede seizoenshelft. In een interview stelde Streppel dat Lumu het seizoen gewoon zou afmaken bij de A1, maar dat het mogelijk was dat hij nog het lopende seizoen (2011/2012) zijn debuut zou maken.
Dat gebeurde sneller dan verwacht, want op 16 januari 2012 maakte hij zijn debuut in de Eerste divisie, in de met 3–1 verloren uitwedstrijd tegen MVV Maastricht. In de 62e minuut verving hij Joonas Kolkka. Daarmee werd Lumu als B-junior de jongste debutant uit de clubhistorie van Willem II, met een leeftijd van zestien jaar en 234 dagen. Daarmee bleef hij oud-international Wim Hofkens voor. Die was op 17 november 1974 zestien jaar en 235 dagen en dus slechts één dag ouder. John Feskens, assistent-trainer van Willem II bij het debuut van Lumu, is met zeventien jaar en zes dagen nog wel de jongste debutant in de Eredivisie. Vijf dagen later speelde Lumu voor het eerst in het Koning Willem II Stadion. Bij een 0–1 achterstand tegen FC Eindhoven kwam hij in de 76e minuut in het veld voor Joonas Kolkka. Nog geen minuut later schoot hij de 1–1 binnen en redde zo een punt voor zijn club. Wederom had Lumu een clubrecord te pakken. Met een leeftijd van zestien jaar en 238 dagen was hij de jongste doelpuntenmaker van Willem II ooit. Ook hier verbrak hij een record van Wim Hofkens.
Met Willem II promoveert Lumu in het voorjaar van 2012 via de play-offs naar de Eredivisie. In de play-offwedstrijden tegen Sparta Rotterdam en FC Den Bosch komt hij echter niet in actie. In de vijfde speelronde van het seizoen 2012/2013 maakt Lumu zijn debuut in de Eredivisie. Op 15 september 2012 komt hij in de thuiswedstrijd tegen FC Twente (2-6) in het veld voor Virgil Misidjan. Hij staat een klein kwartier op het veld als hij in de 84e minuut zijn eerste doelpunt in de Eredivisie maakt. In de eerste seizoenshelft komt Jeroen Lumu tot 6 wedstrijden, voornamelijk invalbeurten. Een aantal keer wordt hij om disciplinaire redenen buiten de selectie gehouden, en om die reden mocht hij in de winterstop niet mee op trainingskamp naar het Turkse Belek. Ondertussen ontvangt Willem II een bod van het Engelse Wolverhampton Wanderers FC, maar dat wordt afgewezen door de Tilburgse club. Daarna bereikt technisch directeur Marc van Hintum een principeakkoord met RSC Anderlecht over een transfer, op de gestelde voorwaarde dat Lumu in een 10-daagse trainingsstage begin januari 2013 de Belgische club kan overtuigen. In een oefenwedstrijd tegen FC Dordrecht scoort hij voor Anderlecht, maar de Belgische topclub ziet alsnog af van een transfer.
In de tweede seizoenshelft bleef de inbreng van Lumu beperkt tot zes wedstrijden – voornamelijk invalbeurten – en Willem II degradeerde na het seizoen 2012/2013 naar de Eerste divisie. In de voorbereiding op het seizoen 2013/2014 werd duidelijk dat Lumu dat seizoen geen deel zou uitmaken van de A-selectie van de Tricolores. Hij sloot zich verplicht aan bij het beloftenelftal van Willem II. Willem II en Lumu deden beiden geen uitspraken over de reden van deze beslissing. Tijdens het seizoen kreeg hij toch weer een kans en hij kwam tot acht optredens in de Eerste divisie. Na de rode kaart in de wedstrijd tegen SC Telstar zou Lumu verder niet meer spelen voor Willem II. Hij werd opnieuw om disciplinaire redenen teruggezet naar de beloften. In de winter liep hij een aantal dagen stagen bij het Engelse Hull City, maar daar wist hij geen contract af te dwingen. De Tilburgse club verkocht Lumu in januari 2014 voor een transfersom van 300.000 euro aan het Bulgaarse PFK Ludogorets. Hoewel Lumu in Tilburg jarenlang gold als een groot talent, kwam hij daar regelmatig in opspraak en brak hij echter nooit door bij de Tricolores.

### PFK Ludogorets
Op 8 januari 2014 werd bekend dat Lumu de overstap maakte naar het Bulgaarse PFK Ludogorets, waar hij een contract tekende voor drie seizoenen. Hij volgde daarmee zijn voormalige teamgenoot bij Willem II, Virgil Misidjan en trof hij eveneens in Mitchell Burgzorg een landgenoot. Met de club won hij het Bulgaars kampioenschap en de Bulgaarse voetbalbeker. Het Bulgaarse avontuur van Jeroen Lumu is beperkt gebleven tot een half jaar, nadat hij zijn contract liet ontbinden en vervolgens transfervrij kon vertrekken. Lumu speelde elf duels en scoorde één keer.

### sc Heerenveen
Nadat zijn contract was ontbonden keerde hij terug naar Nederland. Lumu tekende vervolgens op 21 augustus 2014 bij Heerenveen een eenjarig contract met een optie voor een tweede seizoen. Op 3 oktober 2014 werd bekendgemaakt dat het contract van Lumu bij Heerenveen was ontbonden. Als verklaring gaf de club op haar officiële website aan "dat er tussen sc Heerenveen en Jeroen Lumu verschil van inzicht is over de wijze waarop het vak van profvoetballer moet worden ingevuld". De vleugelspeler speelde uiteindelijk slechts één wedstrijd voor de Friezen, in de wedstrijd tegen SBV Excelsior (2-0 winst) op 23 augustus. Hij werd als wisselspeler in de 70ste minuut ingebracht voor Morten Thorsby.
FC Dordrecht zou aanvankelijk de volgende club van Lumu worden, maar hij mocht daar volgens de reglementen pas gaan spelen vanaf het nieuwe seizoen 2015/16 omdat hij dat lopende voetbalseizoen 2014/15 al twee keer van club gewisseld heeft. Hij trainde wel mee met zijn nieuwe ploeggenoten die in de Eredivisie spelen. In januari 2015 tekende Lumu echter een contract voor 2,5 jaar bij het Roemeense Petrolul Ploiești, waarvoor hij om dezelfde redenen niet voor de zomer van dat jaar in actie zou mogen komen.
Hij tekende in juni 2016 een contract tot medio 2018 bij SKN St. Pölten, dat hem overnam van FC Dordrecht. In zijn verbintenis werd een optie voor nog een seizoen opgenomen.

### Petrolul Ploiești en Arouca
Op dinsdag 28 augustus 2018 maakt de Roemeense club Petrolul Ploiești bekend dat ze Jeroen Lumu aangetrokken hebben. Hij tekende er een contract voor twee jaar. In december 2018 verliet hij de club echter en in januari 2019 vervolgde hij zijn loopbaan in Portugal bij FC Arouca. Medio 2019 kwam hij zonder contract te zitten.

### Saboertalo en Floriana
Begin 2020 ging hij in Georgië voor FC Saboertalo spelen. Met zijn club won hij direct de Georgische supercup. Eind 2020 liep zijn contract af. Op 13 januari 2021 maakte FC Den Bosch bekend dat Lumu op amateurbasis zou aansluiten bij de club. Een dag later zag de club er echter vanaf en zei Lumu dat Den Bosch te voorbarig was met de aankondiging. Op 18 januari 2021 vervolgde hij zijn loopbaan op Malta bij Floriana FC.

### Marumo Gallants, Omonia Aradippou en AO Porou
In juli 2021 werd hij door het Zuid-Afrikaanse Marumo Gallants FC vastgelegd. Zonder dat Lumu in actie kwam werd zijn contract in augustus alweer ontbonden. Hij vervolgde zijn loopbaan op Cyprus bij Omonia Aradippou. Begin november 2021 werd zijn contract ontbonden. Begin 2022 ging Lumu naar AO Porou dat uitkomt in de Griekse Gamma Ethniki.

### Carrièrestatistieken
| Seizoen                     | Club              | Competitie          | Competitie | Competitie | Beker | Beker | Internationaal | Internationaal | Overig | Overig | Totaal | Totaal |
| Seizoen                     | Club              | Competitie          | Wed.       | Dlp.       | Wed.  | Dlp.  | Wed.           | Dlp.           | Wed.   | Dlp.   | Wed.   | Dlp.   |
| --------------------------- | ----------------- | ------------------- | ---------- | ---------- | ----- | ----- | -------------- | -------------- | ------ | ------ | ------ | ------ |
| 2011/12                     | Willem II         | Eerste divisie      | 8          | 1          | 0     | 0     | 0              | 0              | 0      | 0      | 8      | 1      |
| 2012/13                     | Willem II         | Eredivisie          | 12         | 1          | 1     | 0     | 0              | 0              | 0      | 0      | 13     | 1      |
| 2013/14                     | Willem II         | Eerste Divisie      | 8          | 1          | 1     | 0     | 0              | 0              | 0      | 0      | 9      | 1      |
| 2013/14                     | PFK Ludogorets    | A PFG               | 11         | 1          | 3     | 1     | 3              | 0              | 0      | 0      | 17     | 2      |
| 2014/15                     | PFK Ludogorets    | A PFG               | 0          | 0          | 0     | 0     | 1              | 0              | 0      | 0      | 1      | 0      |
| 2014/15                     | sc Heerenveen     | Eredivisie          | 1          | 0          | 0     | 0     | 0              | 0              | 0      | 0      | 1      | 0      |
| 2015/16                     | FC Dordrecht      | Eerste Divisie      | 23         | 5          | 1     | 0     | 0              | 0              | 0      | 0      | 24     | 5      |
| 2016/17                     | SKN St. Pölten    | Bundesliga          | 12         | 2          | 1     | 0     | 0              | 0              | 0      | 0      | 13     | 2      |
| 2016/17                     | Samsunspor        | TFF 1.Lig           | 13         | 0          | 0     | 0     | 0              | 0              | 0      | 0      | 13     | 0      |
| 2017/18                     | Delhi Dynamos FC  | Indian Super League | 17         | 0          | 0     | 0     | 0              | 0              | 0      | 0      | 17     | 0      |
| 2018/19                     | Petrolul Ploiești | Liga 1              | 11         | 2          | 0     | 0     | 0              | 0              | 0      | 0      | 11     | 2      |
| 2018/19                     | FC Arouca         | Liga Portugal 2     | 8          | 2          | 0     | 0     | 0              | 0              | 0      | 0      | 8      | 2      |
| 2019/20                     | FC Saboertalo     | Erovnuli Liga       | 7          | 1          | 0     | 0     | 0              | 0              | 0      | 0      | 7      | 1      |
| 2020/21                     | FC Saboertalo     | Erovnuli Liga       | 0          | 0          | 2     | 0     | 1              | 0              | 0      | 0      | 3      | 0      |
| 2020/21                     | Floriana FC       | Premier League      | 3          | 0          | 1     | 0     | 0              | 0              | 0      | 0      | 4      | 0      |
| Carrière totaal             | Carrière totaal   | Carrière totaal     | 134        | 16         | 10    | 1     | 5              | 0              | 0      | 0      | 149    | 17     |
| Bijgewerkt op 15 juli 2021. |                   |                     |            |            |       |       |                |                |        |        |        |        |

## Erelijst
| Europees kampioen –17 | 1x | 2012 |